# Josh Brolin
Joshua James „Josh“ Brolin (* 12. února 1968 Santa Monica, Kalifornie) je americký herec.
Jeho první filmová role přišla v roce 1985 v Rošťácích. Od té doby se objevil ve velkém počtu filmů, je znám jako Llewellyn Moss z Tahle země není pro starý, mladý agent K z Mužů v černém 3, George W. Bush z W. či Dan White z Milk. Za poslední jmenovaný byl nominován na Oscara a cenu Screen Actors Guild Award v kategorii nejlepší herec ve vedlejší roli.

## Životopis

### Dětství a dospívání
Narodil se v Santa Monice v Kalifornii jako syn ekologické aktivistky Jane Cameron a herce Jamese Brolina. Vyrůstal na ranči v Templetonu a pozoroval svého otce v herecké kariéře. Jeho rodiče se rozvedli, když mu bylo šestnáct let. V roce 1998 se jeho otec oženil se svou třetí manželkou, herečkou a zpěvačkou Barbrou Streisand. Brolin se začal zajímat o herectví poté, co se na střední škole stal členem klubu improvizovaného herectví.
V rozhovoru z roku 2014 řekl, že během svého dospívání byl členem surfařské přátelské skupiny, která si říkala „Cito Rats“. Tuto skupinu popsal slovy: „Bylo to v Santa Barbaře, v osmdesátých letech, bylo to v době punk rocku. Ve skupině jste buď měli děti nedbalých bohatých rodičů či děti nedbalých chudých rodičů, takže to byl mix. Ale v zásadě jsme všichni vyrůstali stejně.“ Přiznal, že vykrádal auta, aby sehnal peníze kvůli své drogové závislosti a mimo jiné zkusil i heroin, který mu ovšem nesedl: „Nikdy jsem se do něj nedostal a nezemřel jsem na něj, což je dobré.“ Většina přátel, se kterými vyrostl, zemřela; on sám potvrdil, že jich zemřelo dvacet čtyři.

### Rodinný život

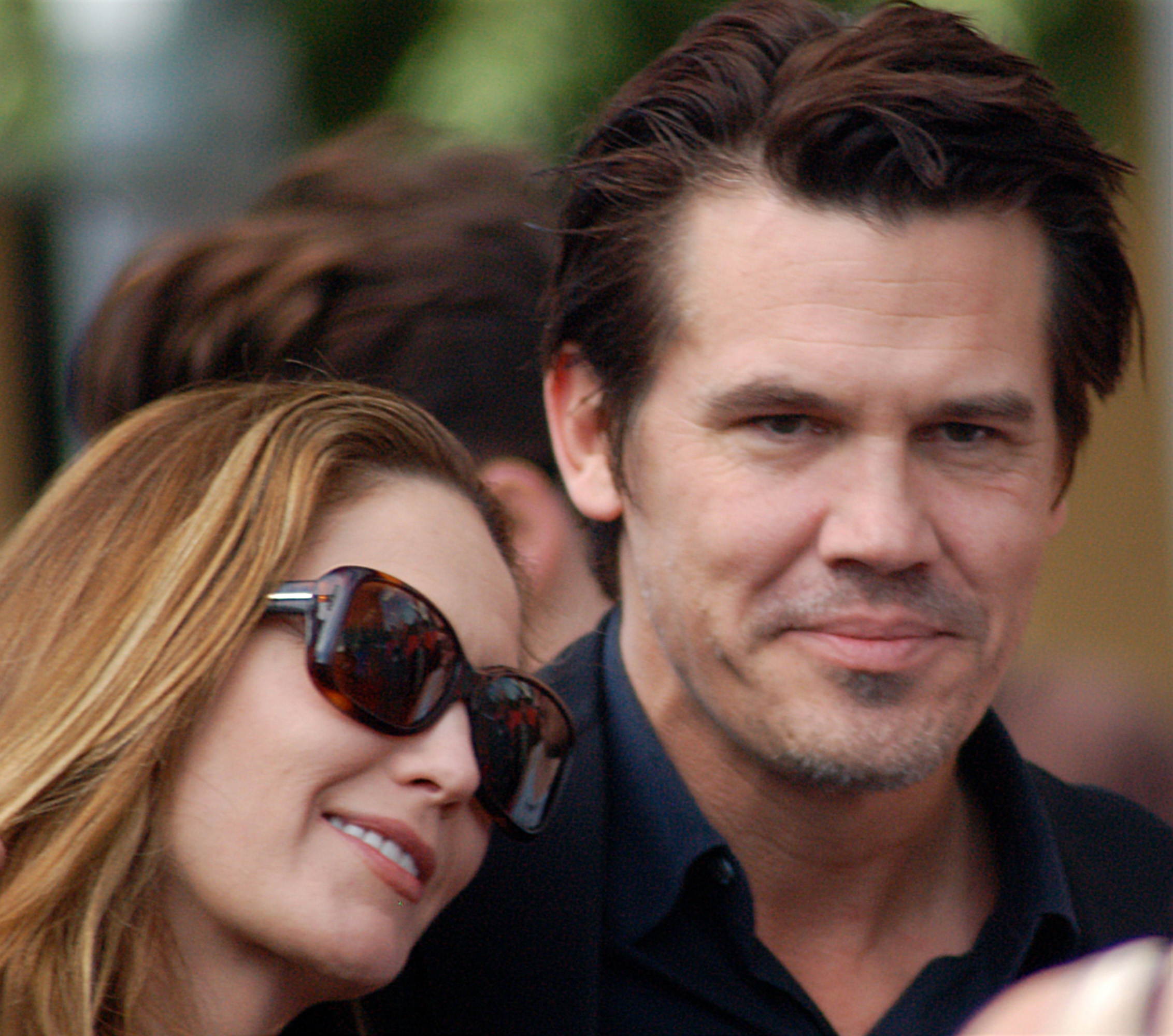
Brolin se svou tehdejší manželkou Diane Lane

Mezi lety 1988 a 1994 byl ženatý s herečkou Alice Adair a měli spolu dvě děti, Trevora Mansura (narozeného v červnu 1988) a Eden (narozenou v roce 1994). Šest měsíců byl zasnouben s herečkou Minnie Driver. Později, v roce 2004, si vzal herečku Diane Lane a rozvedl se s ní v listopadu 2013. V březnu 2015 se zasnoubil se svou bývalou asistentkou, modelkou Kathryn Boyd,se kterou se o rok později oženil.
V roce 2018 se jim narodila dcera Westlyn Reign Brolin. V roce 2020 se jim narodila druhá dcera Chapel Grace Brolin.

### Problémy se zákonem
Dne 20. prosince 2004 jeho tehdejší žena Diane Lane volala policii po hádce a Brolinovi byl udělen přestupek za domácí násilí, ovšem Lane odmítla vznést obvinění a mluvčí páru tento incident charakterizoval jako nedorozumění.
Dne 12. července 2008 byl Brolin zatčen spolu s hercem Jeffrey Wright a dalšími pěti členy štábu k filmu W. po ostré výměně názorů v baru Stray Cat v Louisianě. Brolin byl propuštěn po zaplacení kauce, která činila 334 amerických dolarů. Později soudci z Shreveportu upustili ohledně obvinění těchto sedmi mužů.
Na Nový rok v roce 2013 byl zadržen za pití alkoholu na veřejnosti a opilství. Zbývající část roku 2013 byla pro Brolina velmi složitá, což později vysvětlil: „To byl další bod zlomu. Přimělo mě to přemýšlet o spoustě věcí. O mé matce, která umírala, když mi bylo dvacet let. Všechen ten dopad, který na mě měla a od kterého jsem v minulosti nedokázal pohnout, byl jsem vždy maminčin chlapeček. Ale uvědomil jsem si, že jsem na destruktivní cestě. Věděl jsem, že se musím změnit a vyzrát.“

## Filmografie

### Film
| Rok  | Název filmu                               | Role                         |
| ---- | ----------------------------------------- | ---------------------------- |
| 1985 | Rošťáci                                   | Brandon „Brand“ Walsh        |
| 1986 | Nářez                                     | Corey Webster                |
| 1994 | Duel v poušti                             | Tom                          |
| 1996 | Postel plná růží                          | Danny                        |
| 1996 | Flirtování s katastrofou                  | Tony Kent                    |
| 1997 | Mimic                                     | Josh                         |
| 1997 | Hlídač mrtvých                            | James Gallman                |
| 1999 | Parchanti nebo poldové?                   | Billy Waites                 |
| 1999 | Nebezpečná síť                            | Bryce                        |
| 1999 | Zuřivost                                  | Tennel                       |
| 2000 | Muž bez stínu                             | Matt Kensington              |
| 2000 | Slow Burn                                 | Duster                       |
| 2005 | Melinda a Melinda                         | Greg Earlinger               |
| 2005 | Do hlubiny                                | Derek Bates                  |
| 2006 | The Dead Girl                             | Tarlow                       |
| 2007 | Grindhouse                                | Dr. William Block            |
| 2007 | V údolí Elah                              | Buchwald                     |
| 2007 | Tahle země není pro starý                 | Llewelyn Moss                |
| 2007 | American Gangster                         | Det. Reno Trupo              |
| 2008 | W.                                        | George W. Bush               |
| 2008 | Milk                                      | Dan White                    |
| 2009 | Ženy v nesnázích                          | Nick Chapel                  |
| 2009 | The People Speak                          | On sám                       |
| 2010 | Jonah Hex                                 | Jonah Hex                    |
| 2010 | The Tillman Story                         | On sám                       |
| 2010 | Poznáš muže svých snů                     | Roy                          |
| 2010 | Wall Street: Peníze nikdy nespí           | Bretton James                |
| 2010 | Opravdová kuráž                           | Tom Chaney                   |
| 2012 | Muži v černém 3                           | mladý Agent K                |
| 2013 | Gangster Squad – Lovci mafie              | John O'Mara                  |
| 2013 | Oldboy                                    | Joe Doucett                  |
| 2013 | Prodloužený víkend                        | Frank Chambers               |
| 2014 | Strážci Galaxie                           | Thanos                       |
| 2014 | Sin City: Ženská, pro kterou bych vraždil | Dwight McCarthy              |
| 2014 | Skrytá vada                               | Christian „Bigfoot“ Bjornsen |
| 2015 | Avengers: Age of Ultron                   | Thanos                       |
| 2015 | Sicario: Nájemný vrah                     | Matt Graver                  |
| 2015 | Everest                                   | Beck Weathers                |
| 2016 | Ave, Caesar!                              | Eddie Mannix                 |
| 2017 | Only the Brave                            | Eric Marsh                   |
| 2017 | The Legacy of a Whitetail Deer Hunter     |                              |
| 2018 | Avengers: Infinity War                    | Thanos                       |
| 2018 | Sicario 2: Soldado                        | Matt Graver                  |
| 2018 | Deadpool 2                                | Nathan Summers / Cable       |
| 2019 | Avengers: Endgame                         | Thanos                       |
| 2021 | Duna                                      | Gurney Halleck               |
| 2023 | Duna: Část druhá                          | Gurney Halleck               |

### Televize
| Rok       | Název pořadu                | Role                  | Poznámky                                          |
| --------- | --------------------------- | --------------------- | ------------------------------------------------- |
| 1987–1988 | Private Eye                 | Johnny Betz           | 7 dílů                                            |
| 1987      | Jump Street 21              | Taylor Rolator        | díl: „My Future's So Bright, I Gotta Wear Shades“ |
| 1989–1992 | Na hlavní třídě             | James Butler Hickok   | 68 dílů                                           |
| 1994      | Winnetka Road               | Jack Passion          | 6 dílů                                            |
| 1995      | Krajní meze                 | Jack Pierce           | díl: „Virtual Future“                             |
| 1997      | Gangsteři v uniformách      | Keith DeBruler        | Televizní film                                    |
| 2000      | Picnic                      | Hal Carter            | Televizní film                                    |
| 2003      | Mister Sterling             | senátor Bill Sterling | 10 dílů                                           |
| 2005      | Na Západ                    | Jedediah Smith        | díl: „Wheel to the Stars“                         |
| 2012      | Lidstvo: Příběh o nás všech | Vypravěč (hlas)       | 12 dílů                                           |
| 2008–2012 | Saturday Night Live         | On sám (moderátor)    | 2 díly                                            |
| 2021      | Co kdyby…?                  | Thanos (hlas)         | díl: „What If... T'Challa Became a Star-Lord?“    |
| 2022      | Outer Range                 | Royal Abbott          | hlavní role, 8 dílů                               |